# Кейш, Янис
Я́нис Ке́йш (латыш. Jānis Keišs; 11 сентября 1992, Гулбене) — латвийский футболист, полузащитник.
Карьеру начал в клубе «Гулбене» в 2011 году. Дебютировал в Высшей лиге Латвии 30 октября, выйдя на замену на 72-й минуте матча 35-го тура между командами «Елгава» и «Гулбене» (3:0).